# Campeonato Europeu Júnior de Atletismo de 2003
O Campeonato Europeu Júnior de Atletismo de 2003 foi a 17ª edição do torneio organizada pela Associação Europeia de Atletismo para atletas com menos de vinte anos, classificados como Júnior. O evento foi realizado no Estádio Ratina em Tampere na Finlândia, entre 23 e 27 de julho de 2003. Nessa edição foram quebrados 4 recordes do campeonato, além de um recorde mundial júnior conquistado pela romena Catalina Oprea na prova dos  2.000 metros com obstáculos feminino. A Alemanha se destacou com 26 medalhas no total, sendo 9 de ouro. 

## Resultados
Esses foram os resultados do campeonato. 

### Masculino
| Evento                       | Ouro                                                                       | Ouro     | Prata                                                                        | Prata    | Bronze                                                                                | Bronze   |
| ---------------------------- | -------------------------------------------------------------------------- | -------- | ---------------------------------------------------------------------------- | -------- | ------------------------------------------------------------------------------------- | -------- |
| 100 m                        | Leon Baptiste · Reino Unido                                                | 10.50    | Till Helmke · Alemanha                                                       | 10.52    | Monu Miah · Reino Unido                                                               | 10.54    |
| 200 m                        | Sebastian Ernst · Alemanha                                                 | 20.63    | Roman Smirnov · Rússia                                                       | 20.86    | Till Helmke · Alemanha                                                                | 20.86    |
| 400 m                        | Dimítrios Gravalos · Grécia                                                | 46.54    | Kamghe Gaba · Alemanha                                                       | 46.63    | Piotr Kedzia · Polónia                                                                | 46.69    |
| 800 m                        | René Bauschinger · Alemanha                                                | 1:46.43  | David Fiegen · Luxemburgo                                                    | 1:49.91  | Ireneusz Sekretarski · Polónia                                                        | 1:49.97  |
| 1.500 m                      | Bartosz Nowicki · Polónia                                                  | 3:45.01  | Thomas Lancashire · Reino Unido                                              | 3:45.60  | Olle Walleräng · Suécia                                                               | 3:46.17  |
| 5.000 m                      | Anatoliy Rybakov · Rússia                                                  | 14:13.41 | Marius Ionescu · Roménia                                                     | 14:16.12 | Cristinel Irimia · Roménia                                                            | 14:17.30 |
| 10.000 m                     | Marius Ionescu · Roménia                                                   | 29:40.41 | Alexey Reunkov · Rússia                                                      | 29:40.80 | Mohammed Bashir · Dinamarca                                                           | 29:42.42 |
| 110 m com barreiras          | Bano Traore · França                                                       | 13.95    | Andreas Kundert · Suíça                                                      | 14.18    | Kai Doskoczynski · Alemanha                                                           | 14.26    |
| 400 m com barreiras          | Rhys Williams · Reino Unido                                                | 51.15    | Mohamed Atig · França                                                        | 51.46    | Rupert Gardner · Reino Unido                                                          | 51.83    |
| 3.000 m com obstáculo        | Ruben Schwarz · Alemanha                                                   | 8:46.21  | Maricel Ionascu · Roménia                                                    | 8:53.31  | Christoforos Meroussis · Grécia                                                       | 8:55.69  |
| Revezamento 4 x 100 metros   | Reino Unido · Andrew Matthews · Laurence Oboh · Monu Miah · Leon Baptiste  | 40.37    | Alemanha · Martin Lohmann · Kai Doskoczynski · Sebastian Ernst · Till Helmke | 40.41    | França · Cédric Fagris · Jean-Paul Fernandez · Guillaume Wallard · Eddy De Lépine     | 40.50    |
| Revezamento 4 x 400 metros   | Alemanha · Lars Förster · Thomas Wilhelm · Christoph Gernand · Kamghe Gaba | 3:08.31  | Polónia · Łukasz Pryga · Karol Grzegorczyk · Rafał Błocian · Piotr Kędzia    | 3:08.62  | Rússia · Konstantin Svechkar · Maksim Aleksandrenko · Ivan Kozhukhar · Dmitriy Shubin | 3:08.81  |
| 10 km marcha atlética        | Vladimir Parvatkin · Rússia                                                | 41:33.55 | Michal Blazek · Eslováquia                                                   | 41:54.66 | Francisco Arcilla · Espanha                                                           | 42:06.15 |
| Salto em altura              | Jaroslav Baba · Chéquia                                                    | 2.28 m   | Aleksey Dmitrik · Rússia                                                     | 2.26 m   | Linus Thörnblad · Suécia                                                              | 2.23 m   |
| Salto com vara               | Vincent Favretto · França                                                  | 5.50 m   | Artyom Kuptsov · Rússia                                                      | 5.50 m   | Fabian Schulze · Alemanha                                                             | 5.40 m   |
| Salto em distância           | Nelson Évora · Portugal                                                    | 7.83 m   | Christian Kaczmarek · Alemanha                                               | 7.81 m   | Tim Riedel · Alemanha                                                                 | 7.65 m   |
| Salto triplo                 | Nelson Évora · Portugal                                                    | 16.43 m  | Dmitriy Detsuk · Bielorrússia                                                | 16.13 m  | Yevgen Semenenko · Ucrânia                                                            | 16.04 m  |
| Arremesso de peso (6 kg)     | Magnus Lohse · Suécia                                                      | 20.28 m  | Anton Lyuboslavskiy · Rússia                                                 | 20.10 m  | Georgi Ivanov · Bulgária                                                              | 19.94 m  |
| Arremesso de disco (1,75 kg) | Erik Cadée · Países Baixos                                                 | 60.42 m  | Martin Marić · Croácia                                                       | 58.59 m  | Andreas Porth · Alemanha                                                              | 58.45 m  |
| Lançamento de martelo        | Lorenzo Povegliano · Itália                                                | 72.72 m  | Kamilius Bethke · Alemanha                                                   | 72.60 m  | Andrey Azarenkov · Rússia                                                             | 72.10 m  |
| Arremesso de dardo (6 kg)    | Teemu Wirkkala · Finlândia                                                 | 79.90 m  | Tero Järvenpää · Finlândia                                                   | 73.66 m  | Antti Ruuskanen · Finlândia                                                           | 72.87 m  |
| Decatlo                      | Nicklas Wiberg · Suécia                                                    | 7604 pts | Alexey Sysoev · Rússia                                                       | 7531 pts | Steffen Willwacher · Alemanha                                                         | 7497 pts |

### Feminino
| Evento                       | Ouro                                                                                   | Ouro         | Prata                                                                         | Prata    | Bronze                                                                           | Bronze   |
| ---------------------------- | -------------------------------------------------------------------------------------- | ------------ | ----------------------------------------------------------------------------- | -------- | -------------------------------------------------------------------------------- | -------- |
| 100 m                        | Ivet Lalova · Bulgária                                                                 | 11.43        | Véronique Mang · França                                                       | 11.56    | Jade Lucas-Read · Reino Unido                                                    | 11.60    |
| 200 m                        | Ivet Lalova · Bulgária                                                                 | 22.88        | Jenny Ljunggren · Suécia                                                      | 23.35    | Virginie Michanol · França                                                       | 23.36    |
| 400 m                        | Mariya Dryakhlova · Rússia                                                             | 52.65        | Joanne Cuddihy · Irlanda                                                      | 53.62    | Christine Ohuruogu · Reino Unido                                                 | 54.21    |
| 800 m                        | Simona Barcau · Roménia                                                                | 2:02.76      | Charlotte Moore · Reino Unido                                                 | 2:03.40  | Jemma Simpson · Reino Unido                                                      | 2:03.42  |
| 1.500 m                      | Nelya Neporadna · Ucrânia                                                              | 4:12.57      | Dani Barnes · Reino Unido                                                     | 4:16.91  | Corina Dumbravean · Roménia                                                      | 4:17.56  |
| 3.000 m                      | Inna Poluškina · Letônia                                                               | 9:07.85      | Binnaz Uslu · Turquia                                                         | 9:23.10  | Adriënne Herzog · Países Baixos                                                  | 9:26.01  |
| 5.000 m                      | Silvia La Barbera · Itália                                                             | 15:52.20     | Inna Poluškina · Letônia                                                      | 15:55.69 | Charlotte Dale · Reino Unido                                                     | 16:07.26 |
| 100 m com barreiras          | Sophie Krauel · Alemanha                                                               | 13.28        | Symone Belle · Reino Unido                                                    | 13.53    | Sabrina Altermatt · Suíça                                                        | 13.59    |
| 400 m com barreiras          | Yekaterina Kostetskaya · Rússia                                                        | 57.52        | Irina Obedina · Rússia                                                        | 57.57    | Zuzana Hejnová · Chéquia                                                         | 58.30    |
| 2.000 m com obstáculo        | Catalina Oprea · Roménia                                                               | 6:21.78 WJR, | Ancuţa Bobocel · Roménia                                                      | 6:32.03  | Yekaterina Bespalova · Rússia                                                    | 6:35.11  |
| Revezamento 4 x 100 metros   | França · Natacha Vouaux · Lina Jacques-Sébastien · Aurélie Kamga · Véronique Mang      | 44.60        | Reino Unido · Anyika Onuora · Kadi-Ann Thomas · Amy Spencer · Jade Lucas-Read | 44.81    | Finlândia · Siina Pylkkä · Elina Korjansalo · Sari Keskitalo · Elisa Hakamäki    | 45.00    |
| Revezamento 4 x 400 metros   | Rússia · Tatyana Popova · Yekaterina Kostetskaya · Yelena Migunova · Mariya Dryakhlova | 3:33.48      | França · Dora Jemaa · Thélia Sigère · Rose Ndje · Virginie Michanal           | 3:37.78  | Reino Unido · Christine Ohuruogu · Sian Scott · Victoria Griffiths · Gemma Nicol | 3:38.96  |
| 10 km marcha atlética        | Irina Petrova · Rússia                                                                 | 47:12.77     | Anna Bragina · Rússia                                                         | 47:17.56 | Ana Cabecinha · Portugal                                                         | 47:36.15 |
| Salto em altura              | Ariane Friedrich · Alemanha                                                            | 1.88 m       | Aileen Herrmann · Alemanha                                                    | 1.86 m   | Emma Green · Suécia                                                              | 1.86 m   |
| Salto com vara               | Silke Spiegelburg · Alemanha                                                           | 4.15 m       | Floé Kühnert · Alemanha                                                       | 4.15 m   | Aleksandra Kiryashova · Rússia                                                   | 4.15 m   |
| Salto em distância           | Sophie Krauel · Alemanha                                                               | 6.47 m       | Adina Anton · Roménia                                                         | 6.46 m   | Daniela Lincoln-Saavedra · Suécia                                                | 6.35 m   |
| Salto Triplo                 | Anastasiya Taranova · Rússia                                                           | 13.61 m      | Cristine Spataru · Roménia                                                    | 13.54 m  | Svetlana Bolshakova · Rússia                                                     | 13.37 m  |
| Arremesso de peso (6 kg)     | Anna Avdeyeva · Rússia                                                                 | 16.71 m      | Yulia Leantsiuk · Bielorrússia                                                | 16.29 m  | Petra Lammert · Alemanha                                                         | 16.16 m  |
| Arremesso de disco (1,75 kg) | Ulrike Giesa · Alemanha                                                                | 53.75 m      | Nadine Müller · Alemanha                                                      | 53.44 m  | Darya Pishchalnikova · Rússia                                                    | 52.39 m  |
| Lançamento de martelo        | Katarzyna Kita · Polónia                                                               | 66.08 m      | Maryia Smaliachkova · Bielorrússia                                            | 65.89 m  | Berta Castells · Espanha                                                         | 65.64 m  |
| Lançamento de dardo          | Julia Zandt · Alemanha                                                                 | 56.96 m      | Mareike Rittweg · Alemanha                                                    | 54.74 m  | Ilze Gribule · Letônia                                                           | 52.76 m  |
| Heptatlo                     | Olga Levenkova · Rússia                                                                | 5748 pts     | Kathrin Geissler · Alemanha                                                   | 5631 pts | Anna Kryazheva · Rússia                                                          | 5605 pts |

## Quadro de medalhas

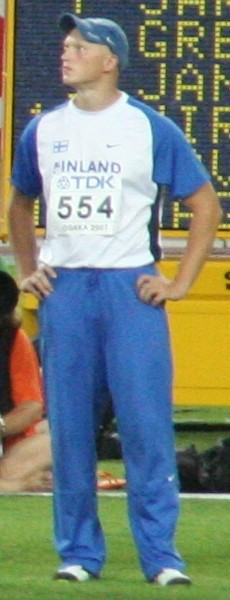
Teemu Wirkkala recebeu o único ouro do anfitrião no dardo.

| Ordem | País          | Medalha de ouro | Medalha de prata | Medalha de bronze | Total |
| ----- | ------------- | --------------- | ---------------- | ----------------- | ----- |
| 1     | Alemanha      | 9               | 10               | 7                 | 26    |
| 2     | Rússia        | 9               | 8                | 7                 | 24    |
| 3     | Grã-Bretanha  | 4               | 5                | 8                 | 17    |
| 4     | Roménia       | 3               | 5                | 2                 | 10    |
| 5     | França        | 3               | 3                | 2                 | 8     |
| 6     | Suécia        | 2               | 1                | 4                 | 7     |
| 7     | Polónia       | 2               | 1                | 2                 | 5     |
| 8=    | Bulgária      | 2               | 0                | 1                 | 3     |
| 8=    | Portugal      | 2               | 0                | 1                 | 3     |
| 10    | Itália        | 2               | 0                | 0                 | 2     |
| 11    | Finlândia     | 1               | 1                | 2                 | 4     |
| 12    | Letónia       | 1               | 1                | 1                 | 3     |
| 13=   | Chéquia       | 1               | 0                | 1                 | 2     |
| 13=   | Países Baixos | 1               | 0                | 1                 | 2     |
| 13=   | Ucrânia       | 1               | 0                | 1                 | 2     |
| 16    | Grécia        | 1               | 0                | 0                 | 1     |
| 17    | Bielorrússia  | 0               | 3                | 0                 | 3     |
| 18    | Suíça         | 0               | 1                | 1                 | 2     |
| 19=   | Croácia       | 0               | 1                | 0                 | 1     |
| 19=   | Irlanda       | 0               | 1                | 0                 | 1     |
| 19=   | Luxemburgo    | 0               | 1                | 0                 | 1     |
| 19=   | Eslováquia    | 0               | 1                | 0                 | 1     |
| 19=   | Turquia       | 0               | 1                | 0                 | 1     |
| 24    | Espanha       | 0               | 0                | 2                 | 2     |
| 25    | Dinamarca     | 0               | 0                | 1                 | 1     |
| Total | Total         | 44              | 44               | 44                | 132   |

Legenda
| Recorde mundial       | Recorde mundial (World record)               |                       | Recorde africano                      | Recorde africano (African) |                                           | Q | Classificado por posição (Qualified) |
| Recorde do campeonato | Recorde do campeonato (Championship record)  | Recorde da América    | Recorde da América (Americas)         | q                          | Classificado por melhor tempo (Qualified) |   |                                      |
| Melhor marca do ano   | Melhor marca do ano (World leading)          | Recorde asiático      | Recorde asiático (Asian)              | DNS                        | Não largou (Did not start)                |   |                                      |
| Recorde nacional      | Recorde nacional (National record)           | Recorde europeu       | Recorde europeu (European)            | DNF                        | Não terminou (Did not finish)             |   |                                      |
| Recorde pessoal       | Recorde pessoal do atleta (Personal best)    | Recorde da Oceania    | Recorde da Oceania (Oceania)          | DSQ / DQ                   | Desclassificado (Disqualified)            |   |                                      |
| Recorde da temporada  | Recorde da temporada do atleta (Season best) | Recorde sul-americano | Recorde sul-americano (South America) | NM                         | Sem marca (No mark)                       |   |                                      |